# Flavano-3-ol

Esquema de numeração dos flavonoides.

Flavano-3-ol ou 2-fenil-3-cromanol, é o composto orgânico de fórmula C15H14O2, SMILES C1C(C(OC2=CC=CC=C21)C3=CC=CC=C3)O e massa molecular 226,270493. Apresenta densidade de 1,2±0,1 g/cm3, ponto de ebulição de 394,7±42,0 °C a 760 mmHg e ponto de fulgor 185,4±22,1 °C.